# 陶瓷前驱体聚合物
陶瓷前驱体聚合物，是指可在适当条件下（通常在缺氧环境中）通过热解转化为具有高热稳定性和化学稳定性的陶瓷化合物的高分子化合物。由陶瓷前驱体聚合物的热解产生的陶瓷被称为聚合物衍生陶瓷（简称PDC）。这些聚合物衍生陶瓷通常基于硅，包括碳化硅、碳氧化硅、氮化矽和氮氧化硅。这类PDC 常为非晶态，缺乏长程晶体有序。
陶瓷前驱体聚合物和聚合物衍生陶瓷领域总体上源于航空航天工业对纤维增强陶瓷／陶瓷复合材料等耐热隔热材料的需求。使用陶瓷前驱体聚合物相较于传统陶瓷加工方法具有多样化的成型技术。例如纤维纺丝、薄膜铸造以及复杂形状的模具成型。常用的陶瓷前驱体聚合物包括聚碳硅烷和聚硅氧烷，它们通过热解分别转化为碳化硅和SiOC型陶瓷。
一种低成本制备复杂三维陶瓷零件的方法是使用增材制造（AM）通过两步工艺：先打印出聚合物制品，然后通过热解将其转化为聚合物衍生陶瓷（PDC）。该工艺可应用于基于熔融沉积成型（FFF）的三维打印，以制造全密实的蜂窝结构，这些结构可用作骨再生支架，需具备机械稳定性并具有互联孔隙的三维结构。其他兼容此策略的三维打印技术（如立体光刻造型、数字光处理和多光子光刻）已有广泛研究。例如，通过光聚合方法，陶瓷前驱体聚合物可用于立体光刻，实现复杂形状陶瓷件的增材制造。在此类工艺中，通过辐照驱动的交联，液态陶瓷前驱体聚合物转变为刚性热固性聚合物，在随后的热解过程中保持形状，并转化为玻璃态陶瓷产物。